# قضية حساب الدولار

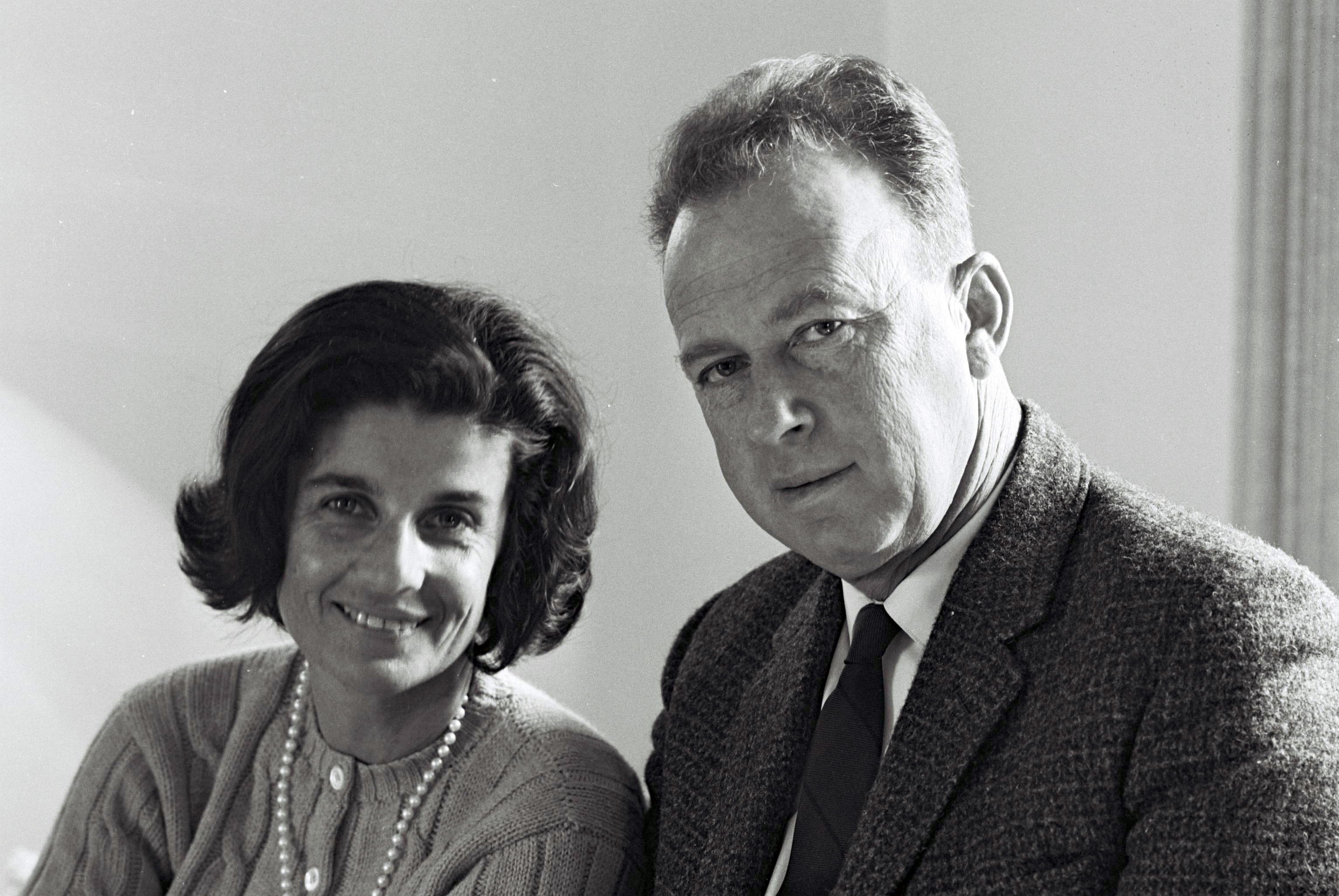

قضية حساب الدولار (بالعبرية: פרשת חשבון הדולרים). هي فضيحة سياسية في إسرائيل في عام 1977، في أعقاب تعرض حساب الدولار الأمريكي بصورة غير قانونية اقامها رئيس الوزراء الإسرائيلي اسحق رابين وزوجته ليا [1 ] أدى ذلك إلى تقديم اسحاق رابين استقالته من رئاسة الحكومة.

## القضية
في مارس 1977، في حين كان اسحاق رابين في لقاء مع الرئيس الأمريكي الأسبق جيمي كارتر، رُصدَت ليا رابين زوجة رابين تخرج من بنك في واشنطن العاصمة. وكانت قد سحبت أموال من حساب بالدولار وكان هذا الحساب المصرفي مشترك بإسميهما اسحق وليا رابين. في ذلك الوقت، كان غير قانوني للمواطنين الإسرائيليين إنشاء حسابات مصرفية في الخارج، إذا لم تطرأ ظروف استثنائية. وقد تم فتح هذا الحساب حين كان اسحق رابين سفير إسرائيل لدى الولايات المتحدة بين العامي (1968-1973)، و وفقا للإجراءات، كان ينبغي أن يغلق الحساب المصرفي بمجرد أن يغادر هذا المنصب. دان مرغليت هو مراسل من واشنطن لصحيفة إسرائيلية يعتقد أنهاهآرتس لما لاحظ خروج الأخيرة من البنك هرع إلى البنك المعني، و سأل الصراف عنها فأخبره أن لأسرة رابين حساب عندهم.

## آثارها
القضية جاءت عقب سلسلة من فضائح الفساد وغالبا ما ينظر إليها على أنها واحدة من أسباب فقدان المعراخ في الانتخابات القادمة. [5] كشف مصدر مرغليت في وقت لاحق لنفسه أن يكون ضابط أمن في السفارة الإسرائيلية في واشنطن. وقال ان دافعه للإعلام أخلاقي وليس سياسي، وأنه هو نفسه كان دائما يصوت لحزب العمال. [6]
أدت هذه الفضيحة السياسية بإستجوابه هو و زوجته من طرف قاضي المحكمة العليا لكن قدم استقالته من الحكومة قبل البت في الموضوع مما أدى إلى طي القضية .